# Вон (Канада)

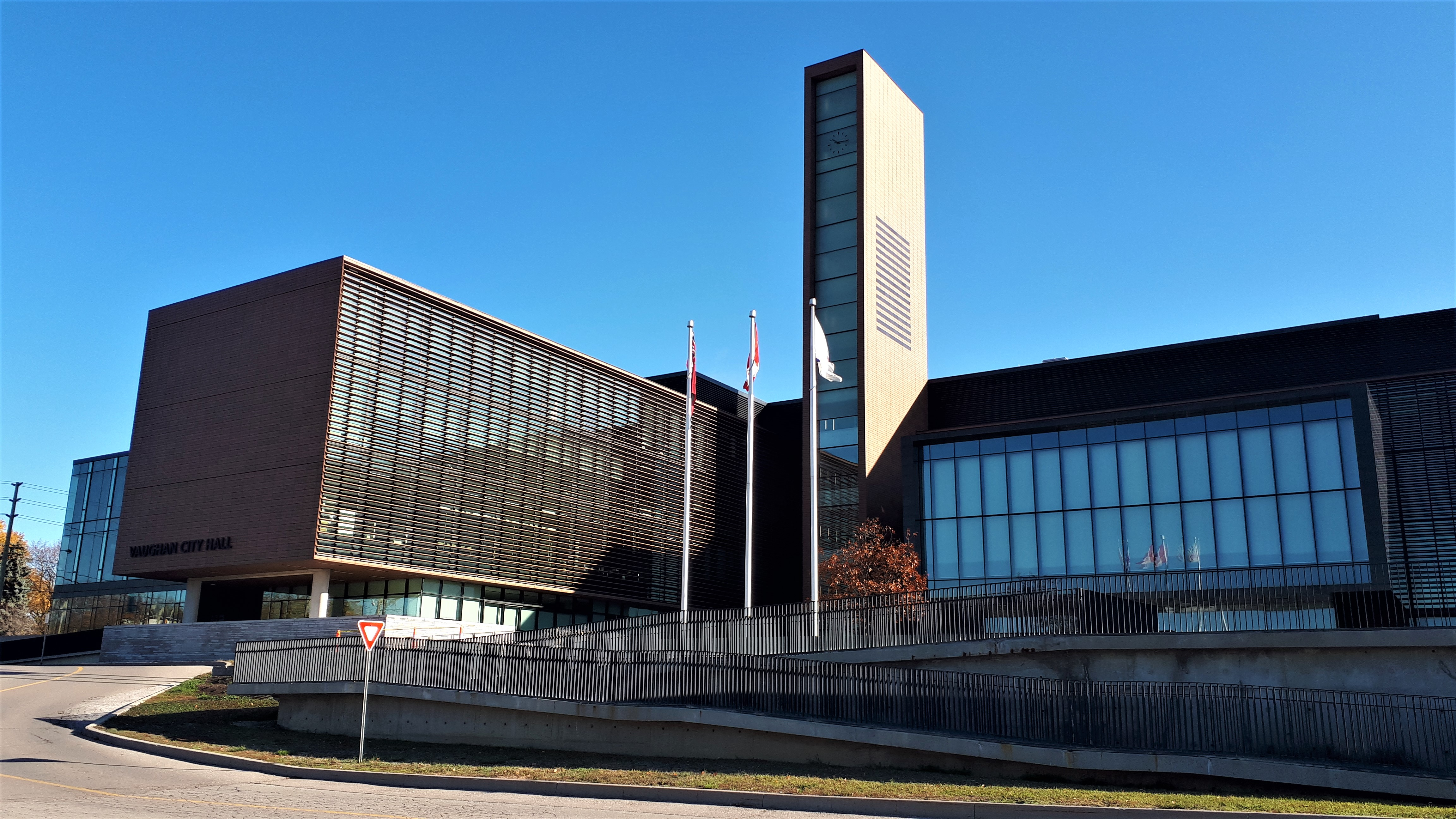
Vaughan City Hall

Вон (англ. Vaughan) — місто в провінції Онтаріо в Канаді, яке розташовується на північ від Торонто. Місто — частина промислового району, званого «Золотою підковою» (англ. Golden Horseshoe).

## Особливості
«Золота підкова» — (англ. Golden Horseshoe).